# Óscar Arce
Óscar Darío Arce Valenzuela (Unguía, 15 febbraio 1990) è un ex calciatore colombiano, di ruolo difensore.

## Carriera

### Club
Ha giocato nella massima serie dei campionati colombiano, rumeno ed uruguaiano.